# Handball-Gauliga Bayern
Die Handball-Gauliga Bayern (1939–1942: Handball-Bereichsklasse Bayern) war eine der obersten deutschen Feldhandball-Ligen in der Zeit des Nationalsozialismus. Sie bestand von 1933 bis 1942.

## Geschichte
Vorgänger der Handball-Gauliga Bayern war die Süddeutsche Feldhandball-Meisterschaft, welche vom Süddeutschen Fußball- und Leichtathletik-Verband (SFuLV) ausgetragen wurde. Dessen Sieger qualifizierte sich für die von der Deutsche Sportbehörde für Leichtathletik organisierte Deutsche Feldhandballmeisterschaft. Im Zuge der Gleichschaltung wurden der SFuLV und die anderen bestehenden regionalen Feldhandball-Verbände in Deutschland wenige Monate nach der Machtübernahme der Nationalsozialisten im Jahre 1933 aufgelöst. An deren Stelle traten anfangs 16 Handball-Gauligen, deren Sieger sich für die nun vom Nationalsozialistischen Reichsbund für Leibesübungen organisierte Deutsche Feldhandballmeisterschaft qualifizierten. Das Verbandsgebiet des SFuLV wurde dabei aufgeteilt, Vereine aus Bayern spielten fortan in der gleichnamigen Gauliga.
Die Feldhandball-Gauliga Bayern startete 1933 mit zwei Staffeln zu je acht Mannschaften. Zur kommenden Spielzeit wurde die Liga auf eine Gruppe mit zehn Mannschaften verkleinert. Kriegsbedingt gab es in der Spielzeit 1939/40 erneut zwei Staffeln. Insgesamt fünf verschiedene Vereine konnten mindestens einmal die Gaumeisterschaft gewinnen, wobei es nur der SpVgg Fürth und dem Post SV München gelang, die Meisterschaft mehr als einmal zu gewinnen. Bei den Deutschen Feldhandballmeisterschaften erreichte Fürth 1934 das Finale, unterlag jedoch dem Polizei SV Darmstadt mit 7:9. Außer bei dem Halbfinaleinzug des Post SV München 1939 schieden die bayrischen Vertreter sonst bereits in den ersten Spielrunden aus.
Kriegsbedingt wurde die Gauliga Bayern nach 1942 in räumlich kleinere regionale Gauligen aufgeteilt.

## Meister der Handball-Gauliga Bayern 1934–1944
| Saison  | Meister Gauliga Bayern | Abschneiden deutsche Meisterschaft | Deutscher Meister     |
| ------- | ---------------------- | ---------------------------------- | --------------------- |
| 1933/34 | SpVgg Fürth            | Finale                             | Polizei SV Darmstadt  |
| 1934/35 | SpVgg Fürth            | Gruppendritter Gruppe 2            | Polizei SV Magdeburg  |
| 1935/36 | SpVgg Fürth            | Gruppenzweiter Gruppe 3            | MSV Hindenburg Minden |
| 1936/37 | 1. FC Nürnberg         | Gruppenvierter Gruppe 3            | MTSA Leipzig          |
| 1937/38 | Post SV München        | Gruppenzweiter Gruppe 4            | MTSA Leipzig          |
| 1938/39 | Post SV München        | Halbfinale                         | MTSA Leipzig          |
| 1939/40 | Reichsbahn SG München  | Zwischenrunde                      | Lintforter SpV        |
| 1940/41 | Post SV München        | Vorrunde                           | SV Polizei Hamburg    |
| 1941/42 | TV Milbertshofen       | Vorrunde                           | SG OrPo Magdeburg     |

## Rekordmeister
Rekordmeister der Gauliga Bayern sind die SpVgg Fürth und der Post SV München, die die Gaumeisterschaften jeweils dreimal gewinnen konnten.
|  | Verein                | Titel | Jahr             |
|  | --------------------- | ----- | ---------------- |
|  | SpVgg Fürth           | 3     | 1934, 1935, 1936 |
|  | Post SV München       | 3     | 1938, 1939, 1941 |
|  | 1. FC Nürnberg        | 1     | 1937             |
|  | Reichsbahn SG München | 1     | 1940             |
|  | TV Milbertshofen      | 1     | 1942             |

## Tabellen

### 1933/34
Der Spielbetrieb fand in zwei Staffeln statt, eine Abschlusstabelle ist nicht überliefert. Die beiden Staffelsieger traten im Finale um die Gaumeisterschaft gegeneinander an. Folgende Mannschaften nahmen teil (Sortierung alphabetisch):
| Staffel Nord - Staffelsieger - SpVgg Fürth - Weitere Teilnehmer - 1. FC 01 Bamberg - TV St. Leonhard-Sündersbühl - 1. FC Nürnberg - Polizei SV Nürnberg - Absteiger - MTV Fürth - TV Fürth 1860 - TV Mögeldorf | Staffel Süd - Staffelsieger - TSV 1860 München - Weitere Teilnehmer - TV 1861 Ingolstadt - TV Milbertshofen - MTV 1879 München - Polizei SV München - Absteiger - BC Augsburg - Turnverein Augsburg - FC Fürstenfeldbruck |

Finale
|                                  | Gesamt |                                      | Hinspiel | Rückspiel |
| -------------------------------- | ------ | ------------------------------------ | -------- | --------- |
| SpVgg Fürth (Staffelsieger Nord) | 16:8   | TSV 1860 München (Staffelsieger Süd) | 6:5      | 10:3      |

### 1934/35
| Pl. | Verein                      | Sp. | Tore    | Punkte |
| --- | --------------------------- | --- | ------- | ------ |
| 1.  | SpVgg Fürth (M)             | 15  | 153:560 | 28–20  |
| 2.  | Polizei SV München          | 15  | 121:990 | 22–80  |
| 3.  | TV Milbertshofen            | 16  | 120:100 | 22–10  |
| 4.  | TV St. Leonhard-Sündersbühl | 17  | 086:100 | 21–13  |
| 5.  | TSV 1860 München            | 16  | 091:910 | 13–19  |
| 6.  | 1. FC Nürnberg              | 11  | 071:740 | 11–11  |
| 7.  | Polizei SV Nürnberg         | 12  | 086:860 | 11–13  |
| 8.  | 1. FC 01 Bamberg            | 13  | 057:740 | 07–19  |
| 9.  | TV 1861 Ingolstadt          | 14  | 051:850 | 04–24  |
| 10. | MTV 1879 München            | 13  | 059:130 | 03–23  |

| Legende |                                                           |
|         | Qualifikation Deutsche Feldhandball-Meisterschaft 1934/35 |
|         | Absteiger                                                 |
| (M)     | Titelverteidiger                                          |

### 1935/36
| Pl. | Verein                      | Sp. | Tore    | Punkte |
| --- | --------------------------- | --- | ------- | ------ |
| 1.  | SpVgg Fürth (M)             | 18  | 176:105 | 31–50  |
| 2.  | TSV 1860 München            | 18  | 142:106 | 27–90  |
| 3.  | 1. FC 01 Bamberg a          | 18  | 131:105 | 21–15  |
| 4.  | TV Milbertshofen            | 18  | 122:121 | 19–17  |
| 5.  | 1. FC Nürnberg              | 18  | 134:138 | 19–17  |
| 6.  | Polizei SV München a        | 18  | 135:121 | 18–18  |
| 7.  | MSV Bamberger Reiter (N)    | 18  | 114:128 | 18–18  |
| 8.  | Polizei SV Nürnberg         | 18  | 123:126 | 12–24  |
| 9.  | BC Augsburg (N)             | 18  | 094:140 | 09–27  |
| 10. | TV St. Leonhard-Sündersbühl | 18  | 099:180 | 06–30  |

| Legende |                                                           |
|         | Qualifikation Deutsche Feldhandball-Meisterschaft 1935/36 |
|         | Absteiger                                                 |
| (M)     | Titelverteidiger                                          |
| (N)     | Aufsteiger                                                |

### 1936/37
| Pl. | Verein               | Sp. | Tore    | Punkte |
| --- | -------------------- | --- | ------- | ------ |
| 1.  | 1. FC Nürnberg       | 18  | 168:96  | 32–4   |
| 2.  | Post SV München      | 18  | 144:940 | 26–10  |
| 3.  | TV Milbertshofen     | 17  | 107:730 | 25–90  |
| 4.  | MSV Bamberger Reiter | 18  | 145:101 | 24–12  |
| 5.  | SpVgg Fürth (M)      | 17  | 120:125 | 15–19  |
| 6.  | TSV 1860 München     | 18  | 107:120 | 15–21  |
| 7.  | Polizei SV Nürnberg  | 18  | 115:141 | 12–24  |
| 8.  | Tgm. Landshut        | 18  | 102:149 | 12–24  |
| 9.  | TV 1848 Erlangen (N) | 18  | 122:147 | 11–24  |
| 10. | BC Augsburg (N)      | 16  | 100:184 | 04–28  |

Ob die fehlenden Partien BC Augsburg - TV Milbertshofen und BCA Augsburg - SpVgg Fürth noch ausgetragen wurden, ist nicht bekannt.

### 1937/38
Eine vollständige Abschlusstabelle ist nicht überliefert, folgende Mannschaften nahmen teil:
- Gaumeister
  - Post SV München
- Weitere Teilnehmer (Reihenfolge nach unvollst. Zwischenstand)
  - Polizei SV Nürnberg
  - SpVgg Fürth
  - TV Milbertshofen
  - TSV 1860 München
  - MSV Bamberger Reiter
  - 1. FC 01 Bamberg (N)
  - TV Fürth 1860 (N)
- Absteiger
  - TG Landshut
  - 1. FC Nürnberg (M)

### 1938/39
| Pl. | Verein                    | Sp. | Tore    | Punkte |
| --- | ------------------------- | --- | ------- | ------ |
| 1.  | Post SV München (M)       | 18  | 143:690 | 29–70  |
| 2.  | 1. FC 01 Bamberg b        | 18  | 136:950 | 27–90  |
| 3.  | TV Fürth 1860 b           | 18  | 115:105 | 24–12  |
| 4.  | Reichsbahn SG München (N) | 18  | 134:960 | 21–15  |
| 5.  | TV Milbertshofen          | 18  | 130:112 | 21–15  |
| 6.  | MSV Bamberger Reiter b    | 18  | 097:940 | 17–19  |
| 7.  | SpVgg Fürth               | 18  | 108:120 | 17–19  |
| 8.  | TSV 1860 München          | 18  | 086:112 | 14–22  |
| 9.  | Polizei SV Nürnberg       | 18  | 105:162 | 10–26  |
| 10. | Post SV Nürnberg (N)      | 18  | 077:166 | 02–34  |

| Legende |                                                           |
|         | Qualifikation Deutsche Feldhandball-Meisterschaft 1938/39 |
|         | Absteiger                                                 |
| (M)     | Titelverteidiger                                          |
| (N)     | Aufsteiger                                                |

### 1939/40
Austragung als "einfache" Runde.
| Pl. | Verein                        | Sp. | Tore  | Punkte |
| --- | ----------------------------- | --- | ----- | ------ |
| 1.  | Reichsbahn SG München         | 4   | 40:16 | 8–0    |
| 2.  | TV Milbertshofen              | 4   | 21:20 | 4–4    |
| 3.  | TSV Jahn München (N)          | 4   | 21:25 | 4–4    |
| 4.  | Post SV München (M)           | 4   | 23:29 | 4–4    |
| 5.  | Schwimmverein Nixe Dachau (N) | 4   | 13:28 | 0–8    |

| Pl. | Verein                   | Sp. | Tore  | Punkte |
| --- | ------------------------ | --- | ----- | ------ |
| 1.  | 1. FC Nürnberg (N)       | 7   | 46:28 | 12–20  |
| 2.  | Reichsbahn SG Fürth (N)  | 7   | 49:43 | 11–30  |
| 3.  | SpVgg Fürth              | 7   | 43:43 | 09–50  |
| 4.  | SS SG Nürnberg (N)       | 7   | 46:31 | 09–50  |
| 5.  | WKG Siemens Nürnberg (N) | 7   | 40:41 | 06–80  |
| 6.  | TV 1848 Erlangen (N)     | 7   | 34:36 | 05–90  |
| 7.  | MTV Fürth (N)            | 7   | 29:49 | 02–12  |
| 8.  | MTV Nürnberg (N)         | 7   | 46:62 | 02–12  |

| Legende |                         |
|         | Qualifikation Gaufinale |
|         | Absteiger               |
| (M)     | Titelverteidiger        |
| (N)     | Aufsteiger              |

Finale
|                                          | Gesamt |                                    | Hinspiel | Rückspiel |
| ---------------------------------------- | ------ | ---------------------------------- | -------- | --------- |
| Reichsbahn SG München (Sieger Staffel I) | 14:7   | 1. FC Nürnberg (Sieger Staffel II) | 7:4      | 7:3       |

### 1940/41–1941/42
Abschlusstabellen der einzelnen Gauligaspielzeiten sind derzeit nicht überliefert.